# KWallet
KWallet (KDE Wallet Manager) é um aplicativo de gerenciamento de credenciais para o ambiente de área de trabalho KDE Plasma. Ele fornece uma maneira centralizada para os usuários armazenarem senhas confidenciais em arquivos criptografados, chamados de "carteiras". Para maior segurança, cada carteira pode ser usada para armazenar um tipo diferente de credencial, cada uma com sua própria senha.